# カトリーヌ・コロナ
カトリーヌ・コロナ（仏: Catherine Colonna、1956年4月16日 - ）は、フランスの外交官、政治家。同国外務大臣 （2022年 - 2024年）、駐英フランス大使（2021年 - 2022年）、駐イタリア・フランス大使（2014年 - 2017年）、OECDフランス大使を歴任した。カトリーヌ・コロンナと表記されることもある。

## 来歴
1983年フランス国立行政学院を卒業。
1995年から2004年までジャック・シラク大統領の報道官、2005年から2007年までドミニク・ド・ビルパン内閣で欧州問題担当大臣を務めた。
2024年、旭日大綬章受章。

## ギャラリー
- スコットランド首相のニコラ・スタージョンと（2020年2月20日）
- エストニアのウルマス・レインサル外相と（2022年10月25日）
- G7外相会合。左からジョセップ・ボレル欧州連合外務・安全保障政策上級代表、イギリスのジェームズ・クレバリー、日本の林芳正、米国のアントニー・ブリンケン、ドイツのアンナレーナ・ベアボック、カナダのメラニー・ジョリー、コロナ、イタリアのアントニオ・タイヤーニ（2022年11月4日）。